# Lieve Slegers
Pour les articles homonymes, voir Slegers.
Lieve Slegers, née le 6 avril 1965 à Turnhout, est une athlète belge, spécialiste de la course de fond.
Elle représente la Belgique au 10 000 mètres lors des Jeux olympiques d'été de 1988 et lors des Jeux olympiques d'été de 1992.
Elle gagne le marathon de Rotterdam en 1996, en battant le record de Belgique (en 2 h 28 min 06).
En 1999, elle gagne le marathon d'Anvers en 2 h 34 min 23.
Elle remporte quatre fois le Spike d'Or en 1990, 1992, 1994 et 1995.

## Records

### Records de Belgique
- 1996: marathon: 2 min 28 s 06

### Records personnels
- 1992 : 10 000 mètres : 31 min 43 s 36 (Lommel)
- 1995 : 5 000 mètres : 15 min 16 s 10 (Hengelo)
- 1995 : 15 km : 48 min 28 s (Tulsa)
- 1996 : Marathon : 2 h 28 min 06 (Rotterdam)
- 1999 : Semi-marathon : 1 h 13 min 24 (Lille)